# Músculo quadrado lombar
O músculo quadrado lombar ou quadrado do lombo é um músculo do abdome.
localizado na região posterior do abdómen